# Adrian Patrick
Adrian Patrick (né le 15 juin 1973) est un athlète britannique spécialiste du 400 mètres.

## Carrière

### Palmarès
| Année | Compétition                    | Lieu     | Résultat | Epreuve   | Performance   |
| ----- | ------------------------------ | -------- | -------- | --------- | ------------- |
| 1990  | Championnats du monde junior   | Plovdiv  | 2e       | 4 x 400 m | 3 min 03 s 80 |
| 1994  | Jeux du Commonwealth           | Victoria | 1er      | 4 x 400 m | 3 min 02 s 14 |
| 1995  | Championnats du monde          | Göteborg | 4e       | 4 x 400 m | 3 min 03 s 75 |
| 1999  | Championnats du monde en salle | Maebashi | 3e       | 4 x 400 m | 3 min 03 s 20 |

### Records
| Épreuve    | Performance | Lieu     | Date           |
| ---------- | ----------- | -------- | -------------- |
| 200 mètres | 20 s 92     | Bedford  | 31 mai 1999    |
| 400 mètres | 45 s 63     | Lausanne | 5 juillet 1995 |

| Épreuve    | Performance | Lieu       | Date            |
| ---------- | ----------- | ---------- | --------------- |
| 400 mètres | 46 s 77     | Birmingham | 14 février 1999 |